# Bzou
Bzou, anche conosciuta come Bzou Aghbalou o Bezou, è una città del Marocco, nella provincia di Azilal, nella regione di Béni Mellal-Khénifra.